# 浦安市立見明川中学校
浦安市立見明川中学校（うらやすしりつ みあけがわちゅうがっこう）は、千葉県浦安市弁天にある公立中学校。通称は「見中」（みちゅう）。

## 沿革
- 1980年4月1日 - 浦安町立堀江中学校（現･浦安市立堀江中学校）より分離して創立開校
- 1981年1月31日 - 新校舎竣工、移転
- 1981年4月1日 - 浦安町の市制施行により、浦安市立見明川中学校へ改称
- 1984年4月1日 - 浦安市立富岡中学校　本校より分離　開校
- 1987年10月5日 - 生徒指導公開研究発表 （市指定）
- 1989年12月9日 - 創立10周年
- 1991年1月28日 - 武道館竣工
- 1992年11月11日 - 学校安全公開研究発表 （県・市指定）
- 1993年1月20日 - 学校健康教育優良学校賞受賞 （学校安全の部）
- 1996年10月25日 - 学校保健公開研究発表 （県・市指定）
- 1999年12月11日 - 創立20周年
- 2009年12月9日 - 創立30周年

## 学校教育目標
1. 課題をもって、学習に取り組む生徒
2. 豊かな心をもち、共に歩む生徒
3. 健康な身体を築き、粘り強く活動する生徒

## 部活動
運動部
- 野球部
- サッカー部
- バスケットボール部（男・女）
- ソフトテニス 部 （男・女）
- 柔道部

文化部
- 美術部
- 吹奏楽部
- ガーディナーズ部

## 所在地
- 千葉県浦安市弁天三丁目1番1号

学校は住宅地と工業地の間にあり、学校の前にJR京葉線と若潮通り（千葉県道276号西浦安停車場線）が通っている。
学校に隣接して浦安市立見明川小学校がある。
教室の窓からは東京ディズニーシーのプロメテウス火山が一望でき、東京ディズニーリゾートにもっとも近い中学校である。

## アクセス
- JR京葉線 舞浜駅から
東京ベイシティバス　系統2（今川線）　系統4（富岡線）　系統8（富岡S線）
「舞浜駅」で乗車→「見明川中学校前」下車

- JR京葉線 新浦安駅から
東京ベイシティバス　系統2（今川線）
「新浦安駅北口」で乗車→「見明川中学校前」下車